# Verwaltungsgemeinschaft Traitsching
Die Verwaltungsgemeinschaft Traitsching im Oberpfälzer Landkreis Cham wurde im Zuge der Gemeindegebietsreform am 1. Mai 1978 gegründet und zum 1. Januar 1980 bereits wieder aufgelöst.
Ihr gehörten die Gemeinden Traitsching und Schorndorf an.
Sitz der Verwaltungsgemeinschaft war Traitsching.